# Очки Френзеля

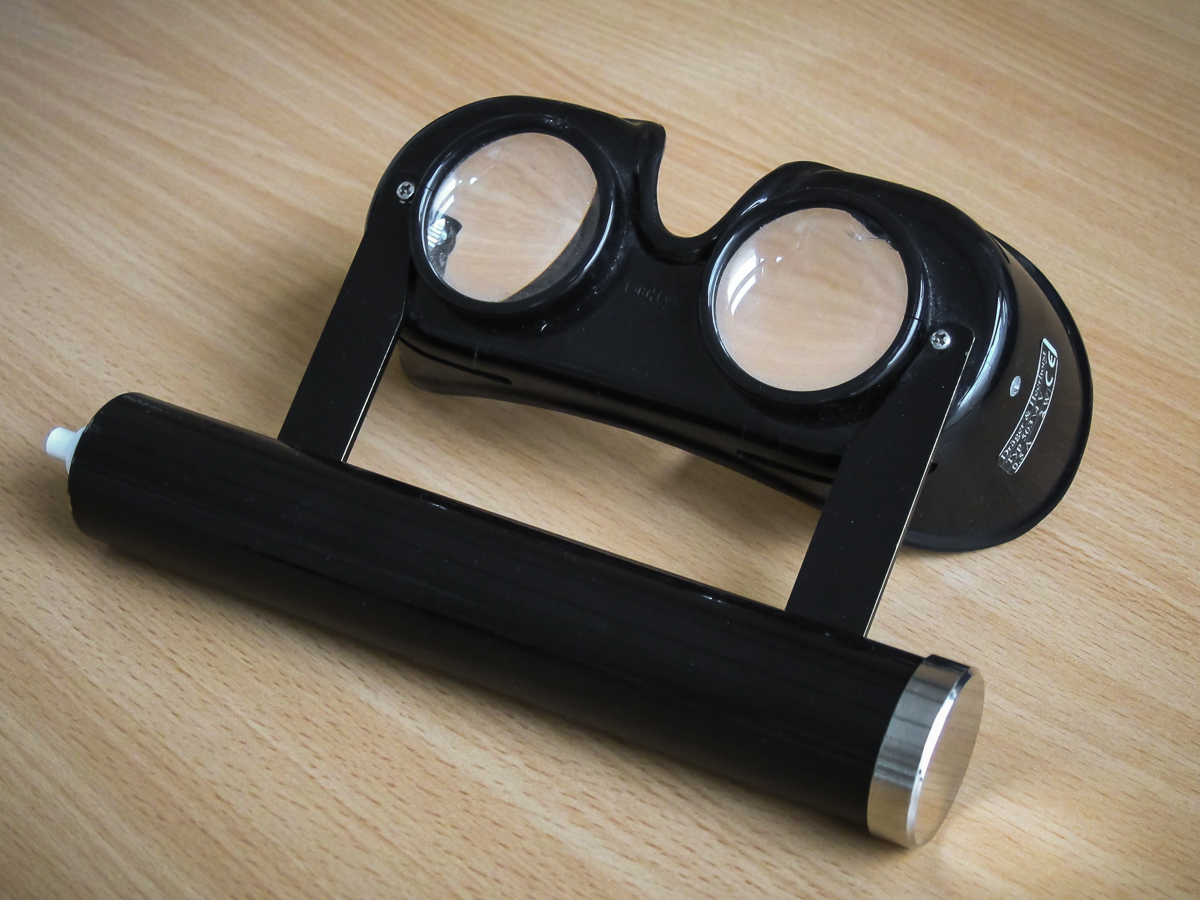
Одна из моделей очков Френзеля

Очки́ Фре́нзеля — медицинский диагностический инструмент, который применяется в офтальмологии, оториноларингологии и неврологии, в основном, при вестибулярных нарушениях.
Предложены немецким врачом Германом Френзелем для исследования нистагма. Представляют собой очки большого увеличения (+20 диоптрий) для устранения влияния фиксации взора. Конструкция может включать специальную подсветку.